# Tour de Flandes 1971
El Tour de Flandes 1971 va ser la 55a edició del Tour de Flandes. La cursa es disputà el 4 d'abril de 1971, amb inici a Gant i final a Merelbeke després d'un recorregut de 268 quilòmetres. El vencedor final fou el neerlandès Evert Dolman, que s'imposà per dos segons en l'arribada a Merelbeke a un grup de 14 ciclistes. El belga Frans Kerremans i el francès Cyrille Guimard foren segon i tercer respectivament.

## Classificació final
|    | Ciclista                     | Equip                    | Temps      |
| -- | ---------------------------- | ------------------------ | ---------- |
| 1  | Evert Dolman (NED)           | Flandria-Mars            | 6h 12' 00" |
| 2  | Frans Kerremans (BEL)        | Hertekamp-Magniflex-Novy | + 02"      |
| 3  | Cyrille Guimard (FRA)        | Fagor-Mercier-Hutchinson | m. t.      |
| 4  | Georges van Coningsloo (BEL) | Molteni                  | m. t.      |
| 5  | Frans Mintjens (BEL)         | Molteni                  | m. t.      |
| 6  | Jan Janssen (NED)            | Bic                      | m. t.      |
| 7  | Jan Krekels (NED)            | Goudsmit-Hoff            | m. t.      |
| 8  | Tony Houbrechts (BEL)        | Salvarani                | m. t.      |
| 9  | Ole Ritter (DEN)             | Dreher                   | m. t.      |
| 10 | Frans Maes (BEL)             | Goldor                   | m. t.      |